# Картезијано (Месина)
Картезијано је насеље у Италији у округу Месина, региону Сицилија.
Према процени из 2011. у насељу је живело 27 становника. Насеље се налази на надморској висини од 181 м.